# Alexander Gardner

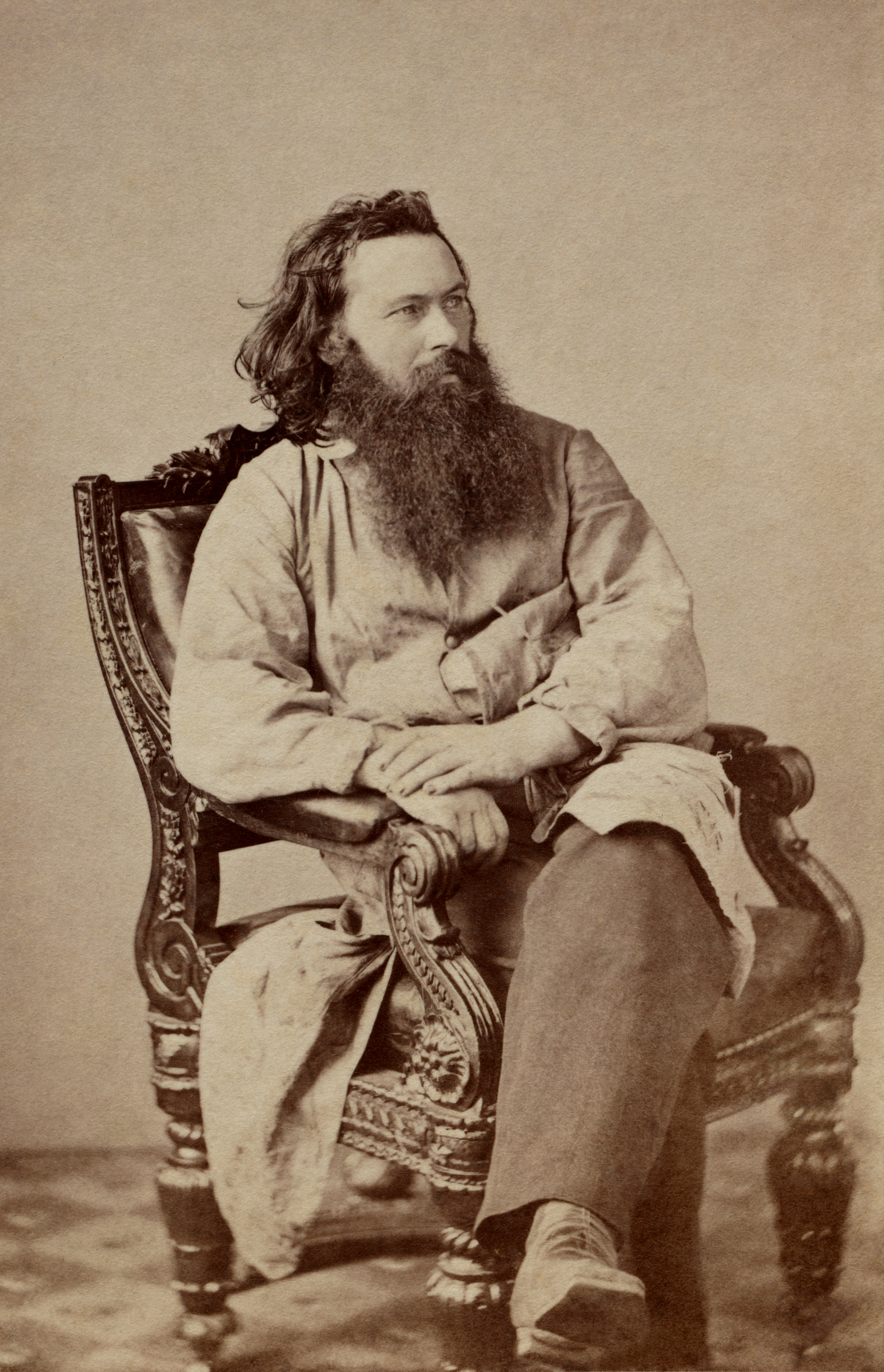
Alexander Gardner, 1863

Alexander Gardner (* 17. Oktober 1821 in Paisley, Schottland; † 10. Dezember 1882 in Washington, D.C., USA) war ein US-amerikanischer Fotograf. Er wurde vor allem durch seine Aufnahmen aus dem Amerikanischen Bürgerkrieg und durch Porträts des amerikanischen Präsidenten Abraham Lincoln bekannt.

## Leben

### Vor dem Krieg

#### Jugend, Ausbildung und sozialistisches Engagement
Im Alter von 14 Jahren begann Gardner in Glasgow die Lehre bei einem Juwelier. Den Heranwachsenden beeindruckten die Schriften von Robert Owen, dem Waliser Sozialisten und Vater der Genossenschaftsbewegung. Als junger Mann beteiligte er sich an der Gründung der Clydesdale Joint Stock Commercial & Agricultural Company, deren Ziel es war, finanzielle Mittel für Landerwerb in den Vereinigten Staaten aufzubringen und dort eine Genossenschaft zu gründen, in der die Prinzipien des Sozialismus verwirklicht werden sollten. 1850 reiste er mit seinem Bruder James und sieben Gleichgesinnten in die USA, man kaufte geeignete Grundstücke in der Nähe von Monona, Iowa. Gardner blieb jedoch nicht dort, sondern ging zurück nach Schottland, um weiteres Geld zu beschaffen und neue Mitglieder zu werben. 1851 wurde er Eigentümer und Herausgeber des „Glasgow Sentinel“ einer Wochenzeitung, deren Verkaufszahlen er rasch steigerte und in deren Leitartikeln er sich für Sozialreformen zugunsten der Arbeiterklasse aussprach. 

#### Beschäftigung mit der Fotografie und Treffen mit Mathew Brady
Bei einem Besuch der Weltausstellung 1851 in London sah er die Arbeiten des amerikanischen Fotografen Mathew B. Brady; deshalb begann er, sich intensiv mit Fotografie zu beschäftigen. In seiner Zeitung schrieb er nun auch Rezensionen über Fotoausstellungen. Im Frühjahr 1856 wanderte Gardner mit seiner Mutter, seiner Frau Margaret und den beiden Kindern in die Vereinigten Staaten aus. Bei der Ankunft in der Clydesdale-Kolonie stellte er fest, dass viele Freunde und einige Verwandte schon an der Tuberkulose gestorben oder todkrank waren. Gardner verließ die Kolonie und zog mit seiner Familie nach New York, nahm Kontakt zu Brady auf und wurde bei ihm angestellt. Als Spezialist für das neue fotografische Arbeitsverfahren mit der Kollodium-Nassplatte, das die Daguerreotypie schnell verdrängte, sowie für besonders große Bildformate, die sich teuer verkaufen ließen, war Gardner in Bradys Firma sehr willkommen. Seit Februar 1858 leitete er dessen Studio in Washington D. C.

### Der Sezessionskrieg

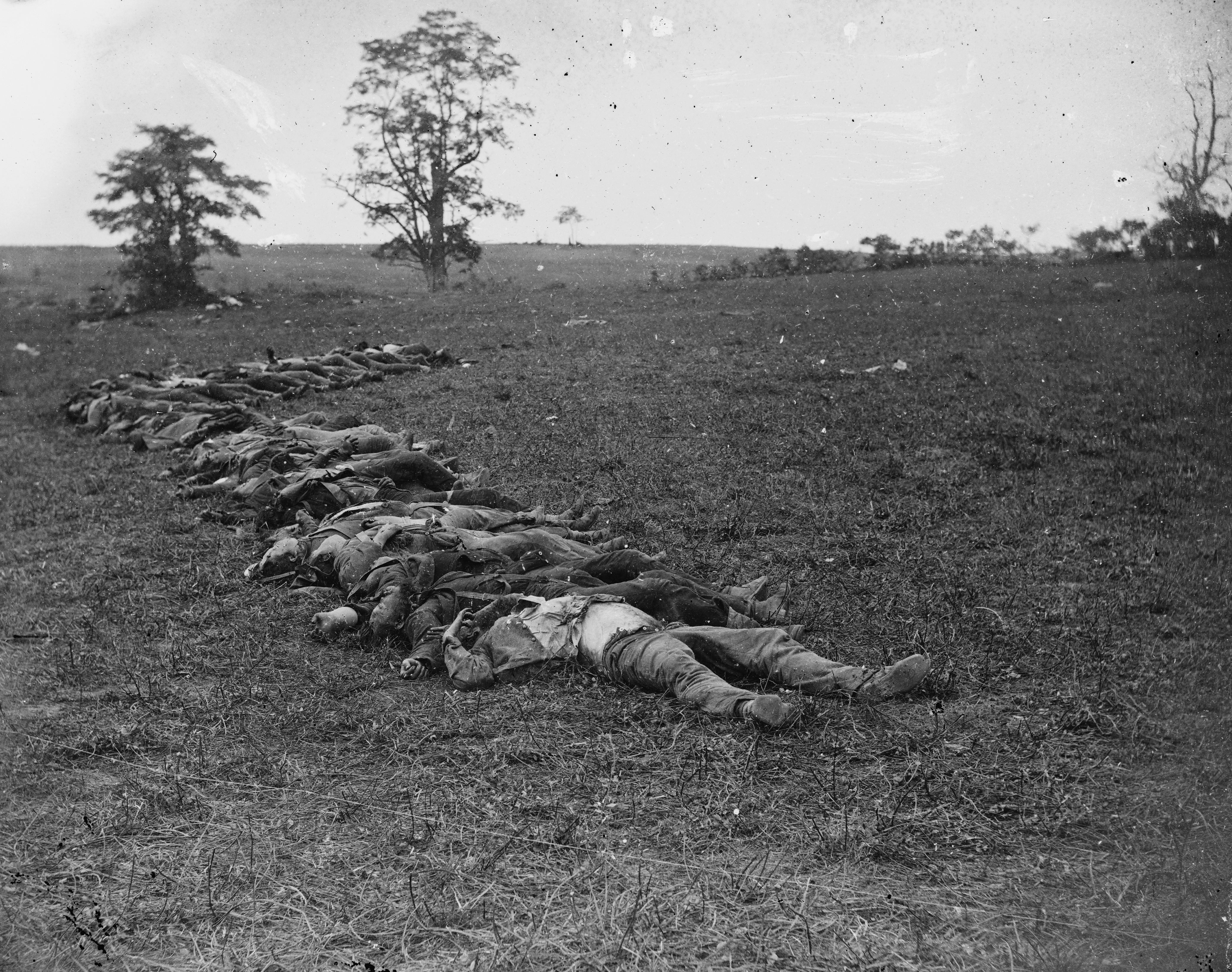
In der Schlacht am Antietam gefallene Südstaatler, zur Beerdigung aufgereiht

#### Gardner als Kriegsfotograf
Im November 1860 wurde Abraham Lincoln zum Präsidenten gewählt; die Sklavenhalterstaaten des Südens traten aus der Union der Vereinigten Staaten aus, der Sezessionskrieg (1861–1865) stand vor der Tür. Gardner war in Washington am richtigen Ort. Seine Beliebtheit als Fotograf nahm zu; er porträtierte viele der Soldaten und höheren Offiziere, die in den Krieg zogen. Als Brady die Idee entwickelte, den Bürgerkrieg umfassend fotografisch zu dokumentieren, konnte Gardner durch seine Bekanntschaft mit Allan Pinkerton, der damals für die Sicherheit Lincolns verantwortlich war, den Präsidenten für das Vorhaben interessieren. Brady selbst fotografierte 1862 die Zweite Schlacht am Bull Run, blieb sonst aber meist in Washington und organisierte die Arbeit seiner etwa 20 Angestellten auf den Kriegsschauplätzen; jeder von ihnen führte seine eigene transportable Dunkelkammer zur Bearbeitung der Kollodiumplatten mit. Gardner wurde durch Pinkertons Einfluss im November 1861 vorübergehend offizieller Fotograf bei der Potomac-Armee der Nordstaaten, sein Rang war der eines Captains ehrenhalber. Er fotografierte die Schlacht am Antietam (September 1862), die Kämpfe von Fredericksburg (Dezember 1862) und Gettysburg (Juli 1863), sowie die Belagerung von Petersburg (Juni 1864 bis April 1865).

#### Trennung von Brady und Selbstständigkeit
Schon Ende 1862 hatte sich Gardner von Brady getrennt, zum Teil auch wegen dessen Gewohnheit, die Arbeiten seiner Angestellten ausnahmslos unter dem Namen Brady zu vermarkten. Im Mai 1863 eröffneten Alexander Gardner und sein Bruder James ihr eigenes Studio in Washington, dabei stellten sie eine Reihe früherer Mitarbeiter von Brady ein. Ihr zweibändiges Werk Gardners Photographic Sketch Book of the War erschien 1865/1866. Jeder Band enthielt 50 Originalabzüge von Kriegsfotos. Die aufwändige Handarbeit und der daraus resultierende hohe Preis von 150 $ führten zu einem finanziellen Misserfolg. Nicht alle Aufnahmen waren wirklich von Gardner – als Arbeitgeber veröffentlichte nun auch er Fotografien seiner Angestellten unter seinem eigenen Namen. Mitarbeiter am „Sketchbook“ waren Timothy H. O’Sullivan, James F. Gibson, John Reekie, William R. Pywell, John Wood, George N. Barnard, David Knox, David Woodbury und andere. Bei Untersuchungen rund hundert Jahre später stellte sich heraus, dass Gardner zumindest eins seiner Motive manipuliert hatte: die Leiche desselben feindlichen Soldaten war auf verschiedenen Aufnahmen in unterschiedlichen Positionen zu sehen – offensichtlich hatte der Fotograf sie wegen des dramatischen Effekts jeweils neu arrangiert.

#### Abraham Lincoln
Den Präsidenten Abraham Lincoln hat Gardner mehrfach fotografiert. Ein bis heute weit verbreitetes, repräsentatives Porträt entstand am 8. November 1863, nur einige Tage vor Lincolns berühmter Rede auf dem Schlachtfeld von Gettysburg, der „Gettysburg Address“. Ein weiteres bekanntes Bild von Lincoln wurde am 10. April 1865 aufgenommen, vier Tage vor dem tödlichen Attentat auf Lincoln. Gardner machte Fotos von Lincolns Bestattung und er fotografierte die vier gefangenen Komplizen des eigentlichen Attentäters John Wilkes Booth, der auf der Flucht erschossen wurde. Nur Gardner durfte Aufnahmen machen, als die vier Mitverschwörer gehängt wurden. Seine Bilder wurden in Holzschnitte umgesetzt und erschienen in „Harper’s Weekly“.

Porträt Abraham Lincolns vom 8. November 1863
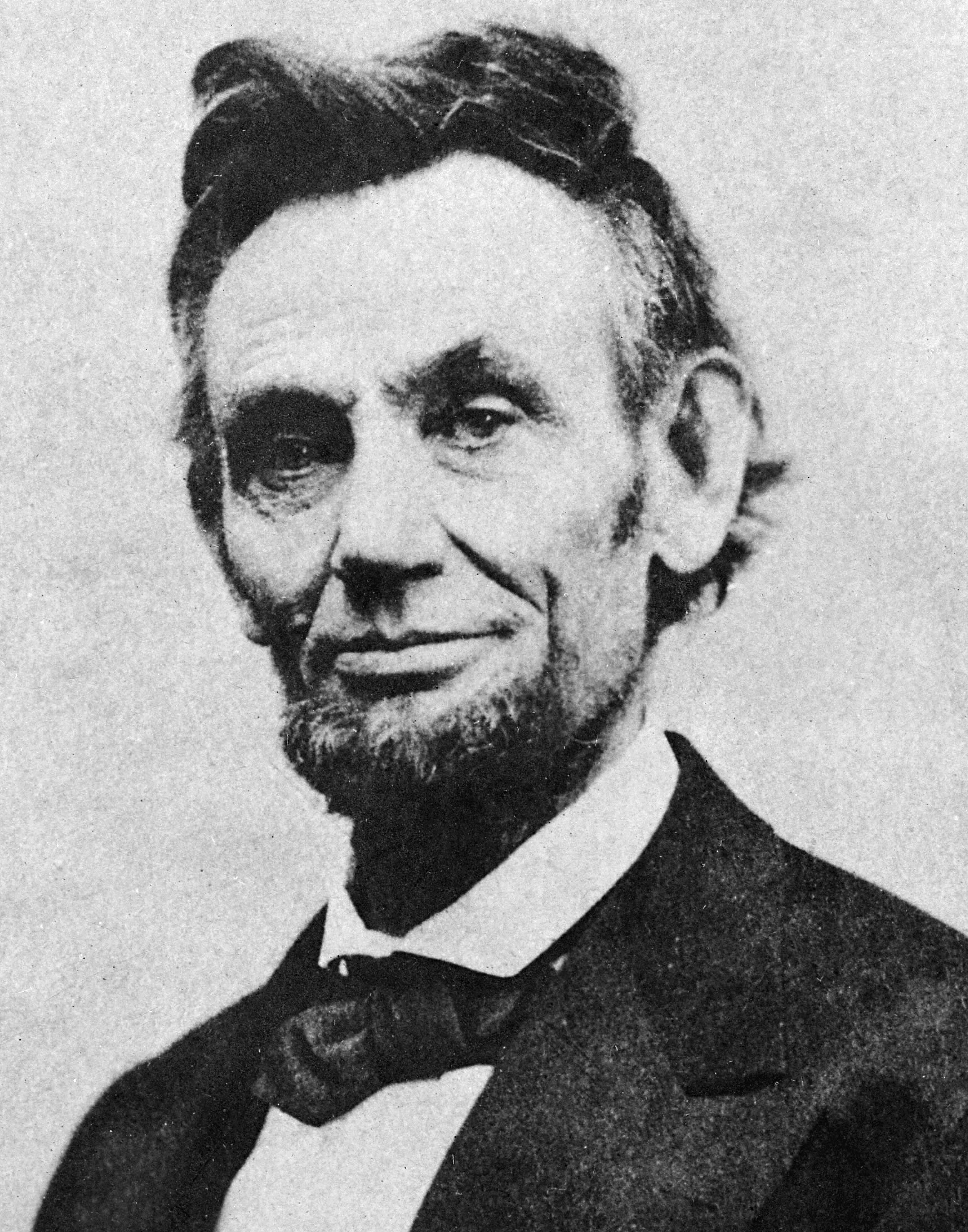
Porträt Abraham Lincolns vom 10. April 1865 vor dessen Tod am 14. April 1865
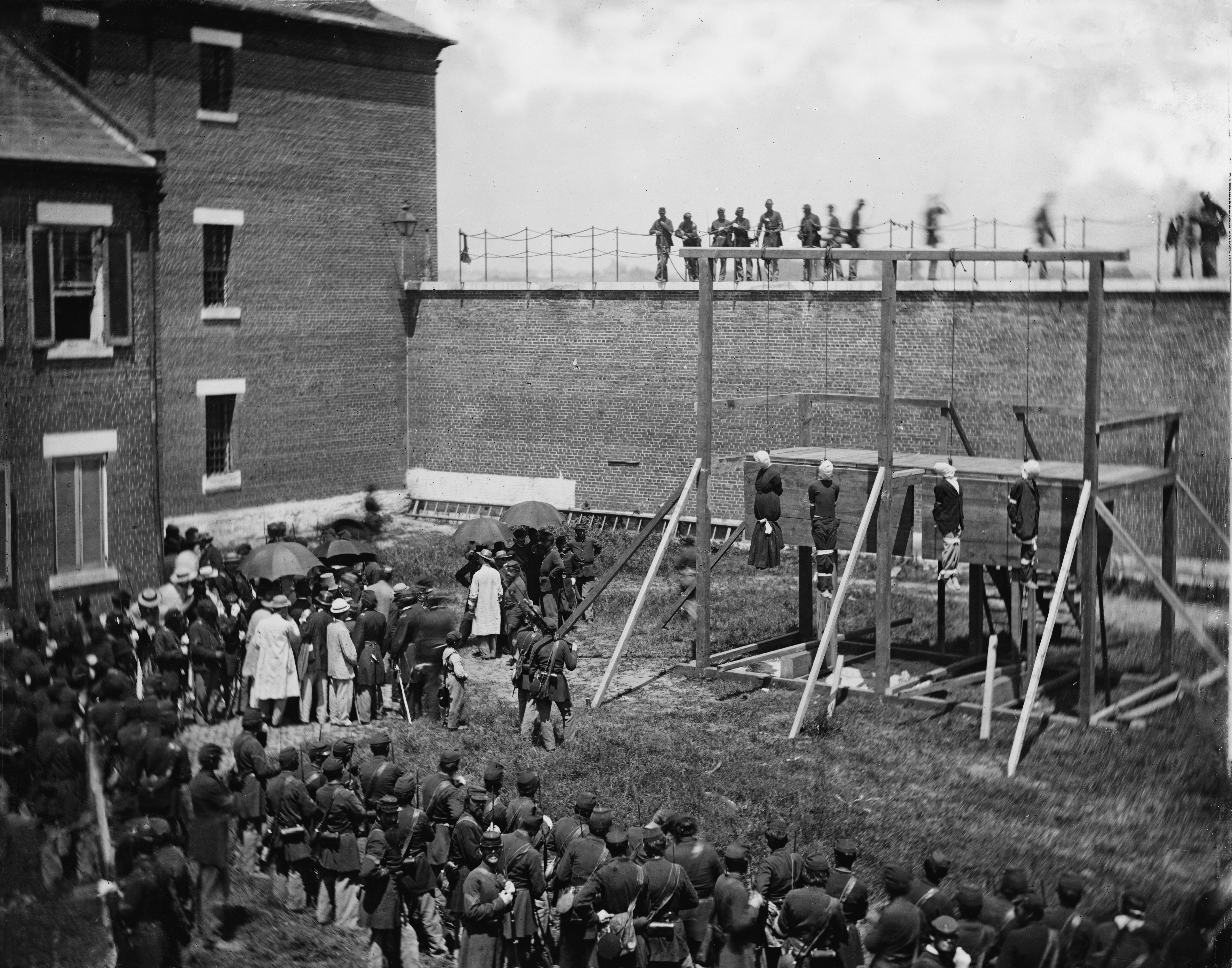
Hinrichtung von vier Lincoln-Attentätern, 1865
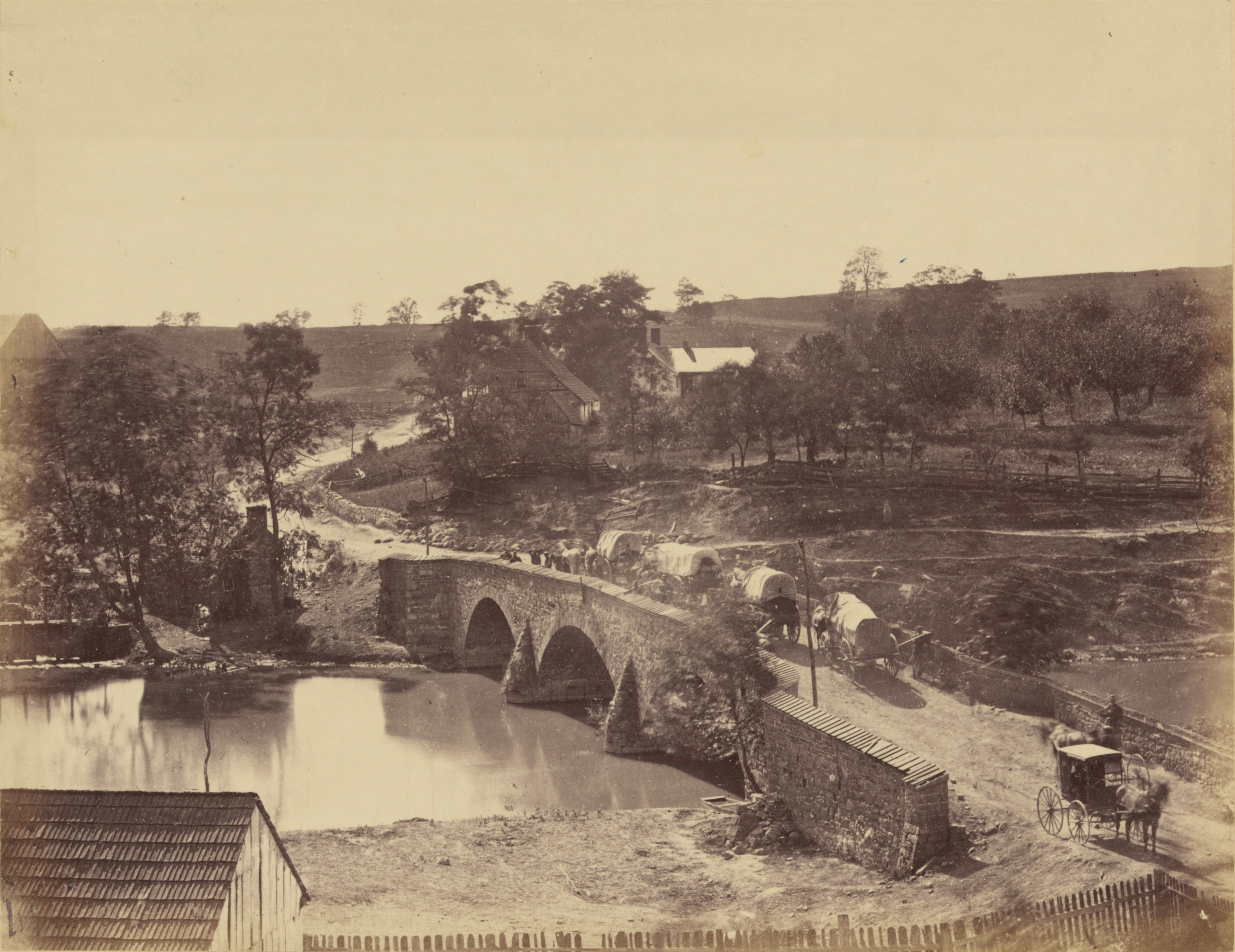
Brücke über den Fluss Antietam, 1862
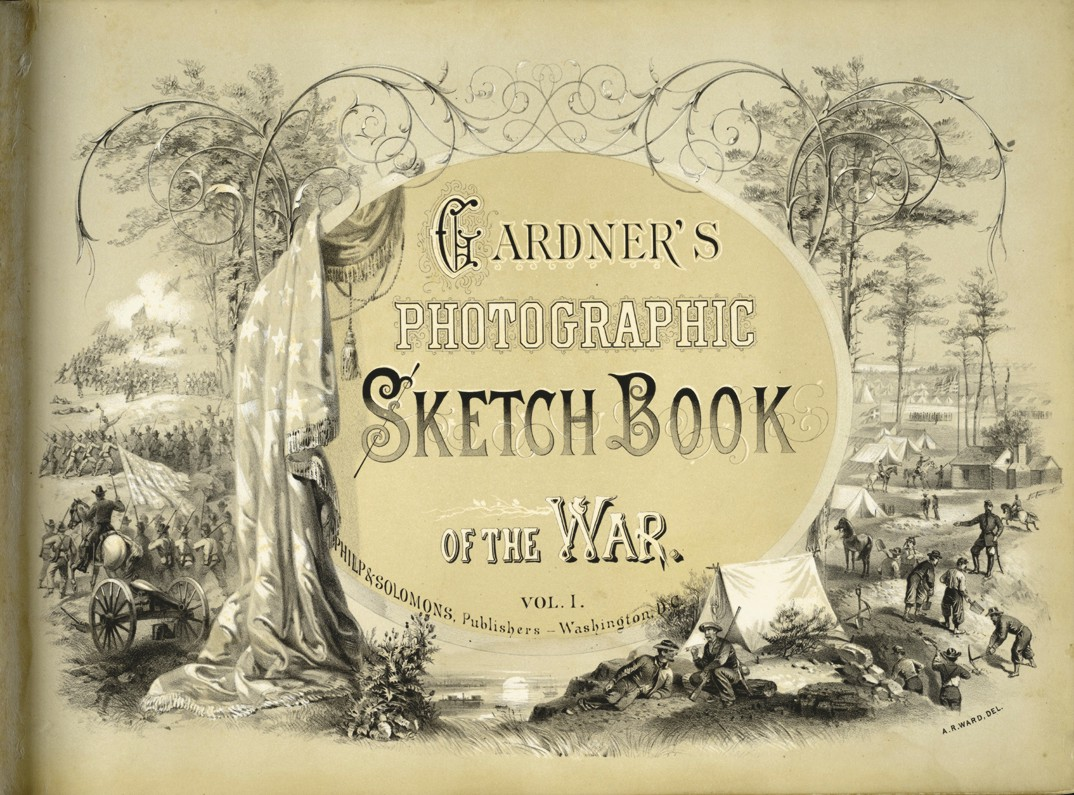
Titelblatt von „Gardners Photographic Sketch Book of the War“

### Nach dem Krieg

#### Weitere Tätigkeit als Fotograf und Tod
Nach Kriegsende erhielt Gardner den Auftrag, Unterhändler der Indianer zu fotografieren, die nach Washington kamen, um Verträge abzuschließen, außerdem dokumentierte er den Ausbau des Eisenbahnnetzes in Kansas, Missouri und Mississippi für die Union Pacific Railroad. 1871 beendete er seine Tätigkeit als Fotograf und beteiligte sich an der Gründung einer Versicherungsgesellschaft. Er lebte in Washington bis zu seinem Tod 1882. Als man ihn über sein fotografisches Werk befragte, antwortete er: „Es sollte für sich selbst sprechen. Als Erinnerung an die furchtbaren Kämpfe, die das Land gerade hinter sich gebracht hat, wird es hoffentlich von dauerhaftem Interesse sein.“